# 蘇梅州
蘇梅州（羅馬化：Sumska oblast）是烏克蘭東北部的一個州，東北鄰俄羅斯。面積23,834平方公里，人口1,053,402（2021年）。首府蘇梅。
該國前任總統維克多·安德烈耶維奇·尤先科在本州出生。

## 行政区划
在2020年乌克兰行政区划改革后，蘇梅州划分为5个区，每个区再下分为若干市镇。五个区为：
- 科諾托普區
- 奥赫特尔卡区
- 羅姆內區
- 紹斯特卡區
- 蘇梅區